# Ryan Hollingshead
Ryan Michael Hollingshead (Sacramento, 16 de abril de 1991) es un futbolista profesional estadounidense que juega como centrocampista o defensa del Los Angeles F. C. en la Major League Soccer.

## Trayectoria

### Carrera universitaria
Hollingshead jugó fútbol universitario en la UCLA entre 2009 y 2012. En UCLA jugó 81 partidos, marcó 16 goles y registró 21 asistencias (53 puntos). Obtuvo los honores All-Pac-12 tres veces en su carrera (2010-12) y fue nombrado Jugador del Año 2012 Pac-12. Además, Hollingshead ganó los honores de la NSCAA All-America en 2012 y fue incluido en el equipo de todos los torneos de la NCAA 2011 después de llevar a los Bruins a las semifinales de la Copa Universitaria. En 2012, inició los 19 partidos de UCLA, lideró al equipo con 22 puntos (7 goles, 8 asistencias) y terminó la temporada empatado en el liderato del equipo en goles. Hollingshead también capitaneó a los Bruins a un récord de 13-3-3 y terminó segundo en el Pac-12 con 8 asistencias en el año.

### Carrera profesional
El F. C. Dallas seleccionó a Hollingshead en la segunda ronda (vigésima en general) del SuperDraft de la MLS 2013. A pesar de una oferta de Dallas, Hollingshead optó por no aceptar, para poder ayudar a su hermano a construir una iglesia en Sacramento y pasar un tiempo en Haití haciendo obras de caridad en un orfanato.
Hollingshead firmó con Dallas el 9 de diciembre de 2013. Durante las siguientes temporadas, se estableció como un jugador que podía jugar en múltiples posiciones, principalmente como lateral o lateral en cualquier lado.
El 6 de enero de 2017, mientras se detenía para ayudar a un automovilista varado, Hollingshead fue atropellado por un vehículo de motor que se había estrellado debido a las condiciones de hielo, lanzándolo 30 pies en el aire. Sufrió fractura en tres vértebras de su cuello como resultado de la colisión. Las lesiones lo obligaron a perderse el inicio de la temporada 2017. Después de la temporada, fue reconocido como el Humanitario del Año de MLS WORKS.
El 10 de febrero de 2022, fue adquirido por el Los Angeles F. C. como intercambio por Marco Farfan.

## Clubes
| Club              | País           | Año           |
| ----------------- | -------------- | ------------- |
| F. C. Dallas      | Estados Unidos | 2014-2021     |
| Los Angeles F. C. | Estados Unidos | 2022-presente |